# Fricis Kociņš
Fricis Kociņš (ur. 10 maja 1895 w Mitawie, zm. 28 lipca 1941 w Moskwie) – łotewski wojskowy i dyplomata, uczestnik walk w I wojnie światowej i o niepodległość Łotwy, poseł w ZSRR (1936-1940).
W latach 1916–1918 walczył jako oficer w armii rosyjskiej. Po proklamacji przez Łotwę swojej państwowości w listopadzie 1918 roku wziął udział w dwuletniej wojnie o niepodległość kraju.
Od 1921 do 1926 roku studiował na Uniwersytecie Łotwy, w 1928 roku ukończył szkołę wojskową. Rok później awansował na pułkownika.
W 1932 roku wysłano go jako attaché wojskowego do Kowna, cztery lata później objął funkcję posła w ZSRR. Aresztowany w lipcu 1940 roku przez NKWD i wywieziony w głąb Rosji, zamordowany w lipcu 1941 roku na Łubiance.